# Blackstonia
Blackstonia es un género  de plantas con flores perteneciente a la familia Gentianaceae.  Comprende 13 especies descritas y de estas solo 4 aceptadas.

## Taxonomía
El género fue descrito por  William Hudson y publicado en Flora Anglica 146. 1762.

## Especies aceptadas
A continuación se brinda un listado de las especies del género Blackstonia aceptadas hasta marzo de 2014, ordenadas alfabéticamente. Para cada una se indica el nombre binomial seguido del autor, abreviado según las convenciones y usos.
- Blackstonia acuminata (Koch & Ziz) Domin
- Blackstonia grandiflora (Viv.) Maire
- Blackstonia imperfoliata (L.f.) Samp.
- Blackstonia perfoliata (L.) Huds.